# 世纪公园站
世纪公园站，位于中华人民共和国上海市浦东新区海桐路与梅花路交叉口地下，近世纪公园七号门，是上海地铁2号线的地铁车站。本站现作为第二批试行“闸机常开”模式的车站之一。本站原名浦东中央公园站，因浦东中央公园更名为世纪公园而更名。

## 車站構造
島式月台1面2線地下車站。

### 車站樓層
世纪公园站共有3層。地面為車站出口，地下一層為車站大廳，地下二層為2号线月台。
| 地面层   | 出入口             | 1-4出入口                            |  |  |
| 地下一层 | 站厅               | 票务服务、自动售票机、人工服务台     |  |  |
| 地下二层 |                    | █ 2号线 往国家会展中心（上海科技馆） |  |  |
|          | 岛式站台，左侧开门 |                                      |  |  |
|          |                    | █ 2号线 往浦东1号2号航站楼（龙阳路） |  |  |

### 站台
世纪公园站站台位于地下二层，设有一座岛式站台。

## 接驳交通

### 公交
640、936、983、花木一路、方川专线、东周线

## 车站出口
世纪公园站共有4个出入口，各出入口如下所示：
| 出口编号            | 出口指示       | 照片 |
| ------------------- | -------------- | ---- |
| 1 · 出口 · （设有） | 花木路，海桐路 |      |
| 2 · 出口            | 梅花路，海桐路 |      |
| 3 · 出口            | 牡丹路，海桐路 |      |
| 4 · 出口            | 花木路，海桐路 |      |
| 图例： 设有         |                |      |

## 圖片
- 世纪公园站内壁画
- 世纪公园站内壁画
- 往浦东1号2号航站楼方向站台正在更换中的屏蔽门